# 俄羅斯國旗
俄罗斯联邦国旗（羅馬化：Flag Rossii），与传统的泛斯拉夫顏色重合，旗面由三个平行且相等的横长方形组成，由上到下依次是白、蓝、红三色。

## 历史
1699年彼得大帝到荷兰学习造船术时，他意识到需要为俄国的海军设计一面军旗。他因此效仿三色旗设计，但颜色是另选的（当时的荷兰国旗是橙-白-蓝三色）。彼得大帝当时选择的颜色是红、白、蓝三色，也就是后来的泛斯拉夫顏色。
1883年5月7日这面旗帜正式成为俄罗斯帝国国旗，1917年俄国二月革命后俄罗斯共和国沿用，1917年十月革命后三色旗被取代。第二次世界大战期间，亲纳粹的俄罗斯解放军曾使用该旗帜。1991年8月21日这面旗帜再次被采用，成为當時俄羅斯蘇維埃聯邦社會主義共和國以及解體後俄罗斯联邦的国旗。但当时所采用的国旗比例仍为苏联时期的1:2，而且當時配色為紅-淡藍-白，在1993年憲政危機以后俄罗斯国旗的比例被修改为2:3，配色也改回沙俄時期的配色。
自2006年5月9日胜利日阅兵始，俄罗斯国旗开始和胜利旗一同出现。然而俄罗斯的老兵组织对俄罗斯国旗的使用产生了异议，认为在卫国战争中现今的俄罗斯三色国旗是德国一方的弗拉索夫领导的俄罗斯解放军所使用的旗帜。在一封致俄罗斯总统的公开信中写道：
|  | 将胜利旗和三色旗放置在一起饱具争议 ... 这会让人感觉弗拉索夫赢得了伟大的卫国战争。但即使三色旗没有这一段被二战中的叛徒弗拉索夫玷污的历史，三色旗也不应和胜利旗一起出现。因为卫国战争的胜利并不仅仅是俄罗斯人民的胜利，而是全体苏联人民的胜利，将苏联国旗以三色旗代替即是扭曲了卫国战争及独联体各国的历史。 |

| 莫斯科红场胜利日纪念活动上使用的胜利旗        | 莫斯科红场胜利日纪念活动上使用的胜利旗            | 莫斯科红场胜利日纪念活动上使用的胜利旗            |
| --------------------------------------------- | ------------------------------------------------- | ------------------------------------------------- |
|                                               |                                                   |                                                   |
| 2005年5月9日阅兵仪式 最后一次单独出现的胜利旗 | 2015年5月9日阅兵仪式 在俄罗斯国旗之前入场的胜利旗 | 2016年5月9日阅兵仪式 在俄罗斯国旗之后入场的胜利旗 |

## 象征意义
俄罗斯国旗的颜色有多种象征意义，但俄罗斯官方对此并没有解释。在亚历山大三世时代，官方的解释如下：
- 白色- 高贵与坦率 ;
- 蓝色- 忠诚、诚实、完善与贞洁 ;
- 红色- 勇气、慷慨与爱。

一个普遍的非正式解释是：
- 白色- 白俄罗斯 ;
- 蓝色- 小俄罗斯 ;
- 红色- 大俄罗斯。

同时，也有人认为俄罗斯国旗上的红色“与鲜血、军事和威权主义有关”，招致反战人士的批评。

## 國旗格式
| 顏色標準 | 白          | 藍          | 紅          |
| -------- | ----------- | ----------- | ----------- |
| RAL      | 9016        | 5005        | 3028        |
| Pantone  | White       | 286 C       | 485 C       |
| RGB      | 255-255-255 | 0-50-160    | 218-41-28   |
| CMYK     | 0-0-0-0     | 100-80-0-12 | 0-95-100-00 |
| HTML     | #FFFFFF     | #0032A0     | #DA291C     |

## 歷史的旗幟
| 國旗 | 國家                           | 使用                                     |
| ---- | ------------------------------ | ---------------------------------------- |
|      | 莫斯科大公国                   | 使用時間未知；根據史書繪製               |
|      | 俄羅斯沙皇國                   | 1552－1693；比例2:3；伊凡四世的戰旗      |
|      | 俄罗斯沙皇国                   | 第一艘俄製軍艦奧廖爾號的艦旗；1668－1693 |
|      | 俄罗斯沙皇国                   | 1693－1700；比例2:3                      |
|      | 俄罗斯沙皇国                   | 1696－1917；比例2:3；非正式              |
|      | 俄罗斯帝国                     | 1858年以前；比例2:3                      |
|      | 俄罗斯帝国                     | 亞歷山大二世頒布；1858－1883；比例2:3    |
|      | 俄罗斯帝国                     | 尼古拉二世恢復；1883－1917；比例2:3      |
|      | 俄罗斯帝国                     | 非官方旗帜；1914－1917；比例2:3          |
|      | 俄罗斯共和国                   | 1917－1918；比例2:3                      |
|      | 俄罗斯苏维埃联邦社会主义共和国 | 1918－1937；比例1:2                      |
|      | 俄罗斯苏维埃联邦社会主义共和国 | 1937－1954；比例1:2                      |
|      | 俄罗斯苏维埃联邦社会主义共和国 | 1954－1991；比例1:2                      |
|      | 俄罗斯苏维埃联邦社会主义共和国 | 1991；比例1:2                            |
|      | 俄羅斯聯邦                     | 1991－1993；比例1:2                      |
|      | 俄羅斯聯邦                     | 1993－；比例2:3                          |

## 地方旗帜
由于俄罗斯是联邦制国家，因此俄罗斯各联邦主体拥有各自的地方旗帜。

### 各俄罗斯联邦主体旗帜

俄罗斯联邦主体（附编号）

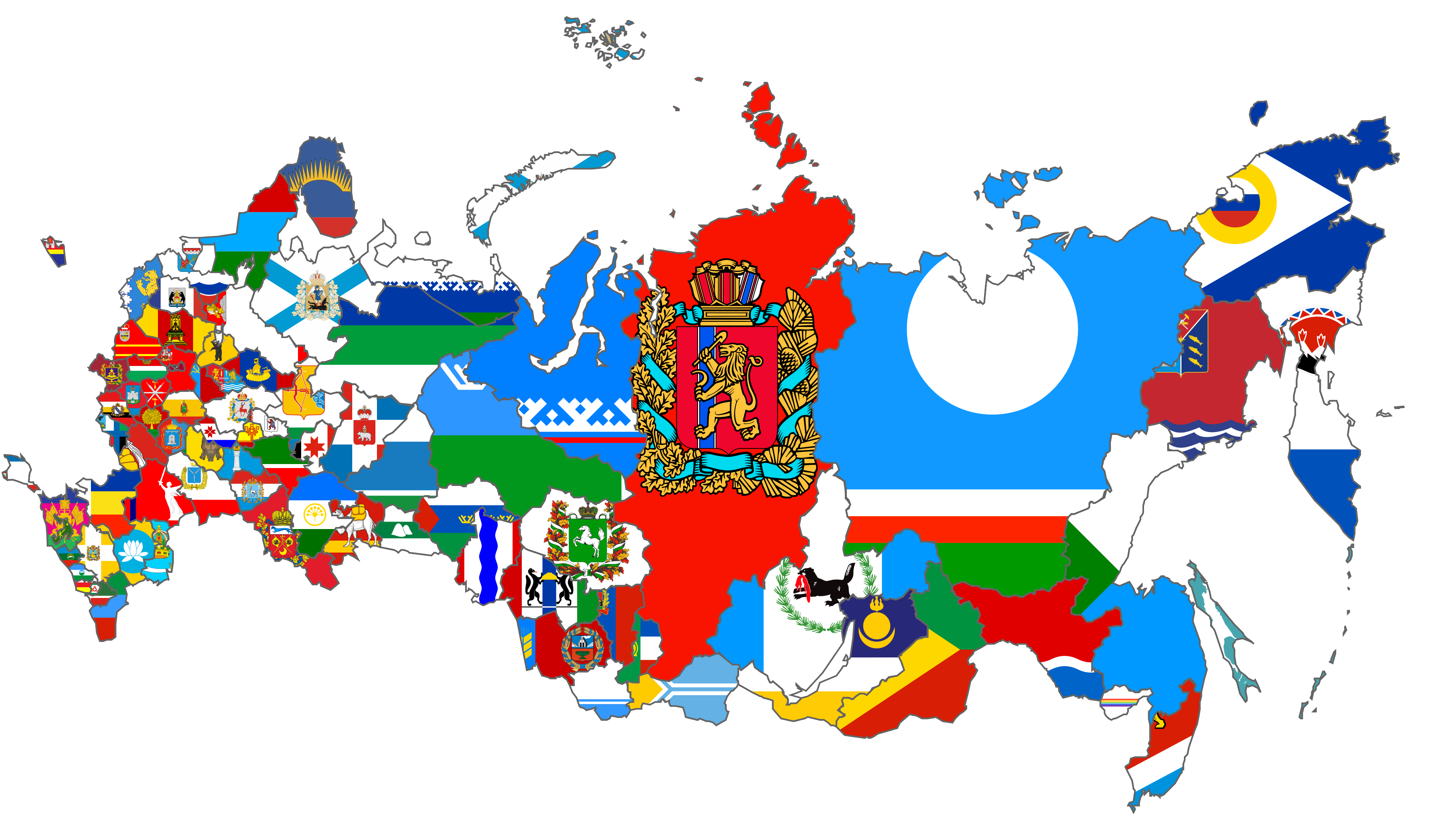
依据俄罗斯政府对各联邦主体的编号进行排列映射到俄罗斯地图上。

依据俄罗斯政府对各联邦主体的编号进行排列。

#### 共和国

（1）阿迪格共和国
（2）巴什科尔托斯坦共和国
（3）布里亚特共和国
（4）阿尔泰共和国
（5）达吉斯坦共和国
（6）印古什共和国
（7）卡巴尔达-巴尔卡尔共和国
（8）卡尔梅克共和国
（9）卡拉恰伊-切尔克斯共和国
（10）卡累利阿共和国
（11）科米共和国
（12）马里埃尔共和国
（13）莫尔多瓦共和国
（14）萨哈共和国
（15）北奥塞梯共和国
（16）鞑靼斯坦共和国
（17）图瓦共和国
（18）乌德穆尔特共和国
（19）哈卡斯共和国
（20）车臣共和国
（21）楚瓦什共和国

#### 边疆区

（22）阿尔泰边疆区
（23）克拉斯诺达尔边疆区
（24）克拉斯诺亚尔斯克边疆区
（25）滨海边疆区
（26）斯塔夫罗波尔边疆区
（27）哈巴罗夫斯克边疆区
（90）彼尔姆边疆区
（91）堪察加边疆区
（92）外贝加尔边疆区

#### 州

（28）阿穆尔州
（29）阿尔汉格尔斯克州
（30）阿斯特拉罕州
（31）别尔哥罗德州
（32）布良斯克州
（33）弗拉基米尔州
（34）伏尔加格勒州
（35）沃洛格达州
（36）沃罗涅日州
（37）伊万诺沃州
（38）伊尔库茨克州
（39）加里宁格勒州
（40）卡卢加州
（42）科麦罗沃州
（43）基洛夫州
（44）科斯特罗马州
（45）库尔干州
（46）库尔斯克州
（47）列宁格勒州
（48）利佩茨克州
（49）马加丹州
（50）莫斯科州
（51）摩尔曼斯克州
（52）下诺夫哥罗德州
（53）诺夫哥罗德州
（54）新西伯利亚州
（55）鄂木斯克州
（56）奥伦堡州
（57）奥廖尔州
（58）奔萨州

#### 联邦自治市

（77）莫斯科
（78）圣彼得堡
（94）塞瓦斯托波爾（國際認定主權屬於乌克兰）

#### 自治州

（79）犹太自治州

注解：犹太自治州为全俄唯一自治州（1991年苏联解体后，时任总统叶利钦签署命令决定的）。

#### 自治区

（83）涅涅茨自治区
（86）汉特-曼西自治区
（87）楚科奇自治区
（89）亚马尔-涅涅茨自治区

#### 部分联邦主体城市市旗

奥廖尔市市旗

#### 不复存在的联邦主体
注：彼尔姆州（59）使用现彼尔姆边疆区旗帜，赤塔州（75）使用现外贝加尔边疆区旗帜

（41）堪察加州
（80）阿加布里亚特自治区
（81）科米彼尔米亚克自治区
（82）科里亚克自治区
（84）泰梅尔自治区（多尔干—涅涅茨自治区）
（85）乌斯季奥尔登斯基布里亚特自治州
（88）埃文基自治区

## 外部連結
- 俄羅斯國旗格式與歷代國旗